# Стародубська полкова сотня
Стародубська полкова сотня - територіально-адміністративна і військова одиниця різних полків Гетьманщини в 1649-1782 pp. Споконвічна русько-українська земля.

## Історія
Утворена після Зборівської угоди наприкінці 1649 р. як військовий підрозділ Чернігівського полку. У 1654 р., за рішенням Переяславської угоди з Москвою, увійшла до Ніжинського полку. Включала місто Стародуб і село Старе Городище. У 1663 р. стала основою новоствореного Стародубського полку, в якому перебувала до скасування полково-сотенного устрою Лівобережжя у 1782 році. Територія ліквідованої сотні увійшла до Новгород-Сіверського намісництва. 
Сотенний центр: місто Стародуб, нині тимчасово райцентр Брянської області Російської Федерації.

## Старшина

### Сотники
Слухановський-Полулях (1650). Веремієнко Гаврило (1654). Пободайло Василь (1660). Руданський Леонтій (1664). Грамченко Павло (1668-1669). Рубець Михайло (1669). Мархаленко Михайло (1671). Дашкевич Кузьма (1672). Мархаленко Михайло (1675). Журман Дмитро (1676). Гудович Павло (1680). Мархаленко Михайло (1682-1685). Пушкаренко Давид Трохимович (1687). Чорнолуцький Микола Маркович (1687-1693). Силенко Прокіп (1693-1706). Єлінський Осип (1708). Чорнолуцький Іван Маркович (1707-1723). Данченко Пилип (1723). Борозна Іван Лаврентійович (1723-1725). Судієнко Іван (1724, н.). Галецький Семен Якович (1725-1734). Янченко Радіон (1727). Данченко Пилип (1733). Галецький Петро Семенович (1734-1738). Волинський Василь (1734, н.). Косович Степан (1735). Якимович Яків Степанович (1739-1758). Соболевський Володимир (1758). Гром Василь Євдокимович (1770-1782).

## Населені пункти
На середину XVIII ст.: Аннушине, село; Артюшків, село; Болдівка, хутір; Беликине, село; Берновичі, село; Білий Колодязь, село; Бобрик, село; Бородинка, село; Борознине, село; Буда Крута, село; Велюхани, село; Вепринська гута; Вепринська рудня; Високе, село; Вистриків, село; Вищий Млин, хутір; Водвинка, село; Воронець, село; Газуки, село; Галенське, село; Галибисів, село; Гарців, село; Гасків, хутір; Гастонка, слобода; Горислав, село; Гринівка, село; Гудів, село; Долматів, село; Дробашів, село; Дубровськ, село; Єленеьк, село; Зарухівська буда; Ілбів, село; Істрівський хутір; Козенка, село; Камінь, село; Картушине, село; Києвичі, село; Кобиленка, село; Кокоти, село; Колодізьне, село; Коробоничі, село; Кривошиї, село; Кропивна, село; Круків, село; Кустичі, село; Курковичі, село; Лизогубівка, село; Лісна, слобода; Логовате, село; Лужки, село; Лучковичі, село; Макарівський хутір; Меженки, село; Митничі, село; Мохонівка, село; Невзорів, село; Невструїв, село; Нижнє, село; Нове, село; Обухівка, село; Олехвин, село; Осколків, село; Остроглядів, село; Пантусів, село; Папурівка, село; Пестрикове (Пестригове) село; Платків, село; Плотнівка, слобода; Покослів, село; Понурівський хутір; Посудичі, село; Прокопівський хутір; Пучківка, село; Пучківський хутір; П'ятівське, село; Решітки, село; Рожни, село; Розсуський хутір; Розсуха, село; Рохманів, село; Рябців, село; Семешкове, село; Сергіївське, село; Сита Буда, село; Солове, село; Сопичі, село; Старе Задубення, село; Стародуб, місто; Сумарський хутір; Суховерхів, село; Труханів, село; Ущерпи, село; Халієвська стара рудня; Хомківський хутір; Чауси, село; Черемушка, слобода; Чернетщина, слобідка; Чубковичі, село; Шкрябине, село; Шкрябинський хутір; Ярців, село; Яцковичі, село.
Підкреслені поселення відсутні за сотнею у 1765-1769 pp. Навзамін за нею числяться такі населені пункти: Вертіївка, В'яцковичі, Галкове, Дем'янки, Дронівка, Зарцеве, Летівське, Лупеки, Лутівка, Митівка, Миронівка, Могиленці, М'ятничі, Пашківка, Пихторівці, Рудове, Чайків, Черноводове, Ярославич і Ярцівська слобода.